# Ítéletidő (tévéfilm)
Az Ítéletidő András Ferenc tévéjátékfilmje, mely Száraz György azonos című drámája alapján készült és amit 1988 áprilisában mutattak be.

## A történet
A történet a szabadságharc idején Abrudbányán játszódik. Olyan időszakban, amikor bár a „császáriakkal”  szemben a szabadságharc erői állnak, mégis nehéz megítélni, ki hova tartozik, a nemzeti érzületek és az osztálytudat is tovább bonyolíthatja a  különböző magatartásokat és az érzelmek viharában az indulat villámai csapkodnak.
Ioan Dragoș, a debreceni parlament román tagja megegyezett Avram Iancuval, a szabadcsapatok vezérével, de Hatvani Imre őrnagy megszegte a fegyverszünetet. A hegyekből előtörő szabadcsapatok megölték Dragost és ekkor halt meg Vasváry Pál, a „márciusi ifjak” egyik vezéralakja is. Ez a tragikus pillanat és a román–magyar viszony áll az események középpontjában, bemutatva, hogy az értetlenség, a hamis elfogultság mindig újabb tragédiák forrása lesz. A film meggyőzően sűríti az eseményeket, az egymást váltó képek minden lépéssel közelebb visznek a közös tragédiához, közös tanulságot is kínálva. A tévéjáték nem teszi le voksát sem az egyik fél, sem pedig valamelyik magatartásfajta mellett, hanem a „rendezni végre közös dolgainkat” igazságát és szükségességét tolmácsolja.

## Szereplők
- Tordy Géza – Ioan Boeriu, Abrudbánya főbírája
- Ráckevei Anna – Cornélia, Boeriu felesége
- Pap Vera – Júlia[1] Holló Samu felesége
- Gáspár Sándor[2] – Avran Ioncu, román prefektus[1]
- Hegedűs D. Géza – Fejér Pál, szabadcsapatos főhadnagy[1]
- Balkay Géza – Hatvani, szabadcsapatos őrnagy
- Bán János – Holló Samu, kincstári bányatiszt
- Oszter Sándor – Dobra, alprefektus
- Blaskó Péter – Ioan Dragos, Kossuth kormánybiztosa
- Bubik István – Naláczy, nemzetőr százados[1]
- Nemcsák Károly – Ioanoviaci, császári kapitány
- Rudolf Péter[3] – Axente, alprefektus[1]
- Szakácsi Sándor[3] – Liptay, honvéd százados[1]
- Dimulász Miklós – román felkelő[1]
- Galkó Balázs – őrmester[1]
- Mihály Pál – káplár[1]
- Olasz Ágnes – Marioara, Orlea unokája[1]
- Szirtes Ádám – Orlea móc paraszt[1]
- Szacsvay László

## Háttér
Száraz György 1979-ben a József Attila Színházban bemutatott azonos című színdarabját András Ferenc rendezte képernyőre, ügyelve, hogy a tragédiákat felvonultató drámában hitelük legyen az egymás mellett sorakozó különböző érzelmeknek. A forgatás 1988 januárjában kezdődött.
A film a „Kortársaink képernyője” elnevezésű sorozatban került levetítésre a Magyar Televízió 1-es csatornáján 1988. április 23-án.